# エスムラルダ
エスムラルダ（Esmralda、1972年3月13日 -  ）は日本のドラァグクイーン、ライター・エディター、脚本家、歌手、俳優である。本名は村本篤信。
1972年、大阪府生まれ。東京都立国立高等学校、一橋大学社会学部卒業。大学卒業後の1995年大日本印刷入社、2003年退社し、フリーランスに。1994年以降、ドラァグクイーンとして、各種イベント・舞台公演・メディア等に出演。2002年、ヘブンアーティスト（東京都公認大道芸人）資格を取得。 また、ライターとして、森村明生名義で『英語で新宿二丁目を紹介する本』（ポット出版）、エスムラルダ名義で『同性パートナーシップ証明、はじまりました。』（ポット出版／KIRA氏との共著）、『トビタテ！　LGBTQ+6人のハイスクール・ストーリー』（サウザンブックス／野原くろ氏との共著）、村本篤信名義で『ロジカルメモ』（アスコム）、『話しやすい人になれば人生が変わる』（アルファポリス）等の著作があり、雑誌やWebの連載、漫画原案等も多数。2012年、村本篤信名義で 「第12回テレビ朝日21世紀新人シナリオ大賞（現・テレビ朝日新人シナリオ大賞）」の優秀賞を受賞し、以後、テレビ／ラジオドラマや舞台の脚本も手がける。2018年12月、ドラァグクイーン・ディーヴァ・ユニット「八方不美人」のメンバーとして歌手デビュー。

## 活動

### ドラァグクイーン
大学在学中の1994年9月、同学年の友人・ブルボンヌ主催のクラブイベントでドラァグクイーンデビュー。
以後、クラブイベントや各地のプライドパレード、企業イベント、結婚式等、各種イベントやメディアに出演。さまざまな音源を使ったリップシンクにマジック・ディアボロ・テーブルクロス引きなどを組み込んだもの、藁人形や血糊などを使いホラー要素を強めたもの、歌詞の朗読、芝居仕立てのものなど、ショーのレパートリー多数。また、ドラァグショーのほか、イベントの司会、大学や地方自治体での講演、舞台出演等も行っている。
2002年、東京都ヘブンアーティスト資格を取得。以後、公園や野外イベント等でもパフォーマンスを行う。
2018年12月、作詞家・及川眠子、作曲家・中崎英也のプロデュースにより、ドリアン・ロロブリジーダ、ちあきホイみとドラァグクイーン・ディーヴァ・ユニット「八方不美人」を結成し、歌手としての活動を開始。

### ライター・エディター・脚本家
2000年より、雑誌や企業サイトに、エスムラルダ名義でコラムや人生相談等の執筆を開始。勤務先退社後の2003年よりフリーのライター・エディターとして書籍、社史、雑誌記事の原稿執筆、編集等を手がける。担当した書籍の累計発行部数は250万部超。
2006年より、森村明生名義で漫画原作の執筆を開始。2008年5月、同名義で初の著書『英語で新宿二丁目を紹介する本』（ポット出版）を刊行。2012年、村本篤信名義で応募した脚本「バック『グラウンド』ミュージック」が 「第12回テレビ朝日21世紀新人シナリオ大賞（現・テレビ朝日新人シナリオ大賞）」の優秀賞を受賞。以後、テレビ／ラジオドラマや舞台の脚本を手がける。2015年11月、エスムラルダ名義で『同性パートナーシップ証明、はじまりました。―渋谷区・世田谷区の成立物語と手続きの方法―』（ポット出版／KIRA氏との共著）を刊行。2020年11月、村本篤信名義で『ロジカルメモ』（アスコム）を刊行。2022年6月、エスムラルダ名義で『トビタテ！　LGBTQ+6人のハイスクール・ストーリー』（サウザンブックス／野原くろ氏との共著）を刊行。2023年3月、村本篤信名義で『話しやすい人になれば人生が変わる』（アルファポリス）を刊行。

### 歌手（八方不美人）
八方不美人（はっぽうふびじん）は、キャラクターが異なる3人のドラァグクイーン（エスムラルダ、ドリアン・ロロブリジーダ、ちあきホイみ）による、日本のボーカルユニット。
プロデューサーは、メジャーアーティストの作品を数多く手掛けた、作詞家の及川眠子と、作曲家の中崎英也。
伏見憲明が経営する新宿2丁目のバーに、エスムラルダが東宝ミュージカル『プリシラ』を通じて知り合った及川を連れて行ったことがきっかけで、店に出入りのあった他2名の歌唱力が及川と中崎に評価され、ユニット結成につながった。2018年12月1日に正式デビューし、同月19日、 デビューミニアルバム CD『八方不美人』をリリース。2019年7月10日、セカンドミニアルバムCD『二枚目』、2022年6月22日、サードミニアルバムCD『三途』、2025年5月14日、初のフルアルバム『さんすくみ』をリリース。「有吉ジャポン」（TBSテレビ）、「婦人公論」（中央公論新社）等各種メディアやインストアライブ、各地のプライドパレード等各種イベントに出演。ワンマンライブも精力的に行っている。
2019年8月、「サマーソニック2019」（サマソ二丁目 -QUEENS & BOYS-。幕張メッセ）、同年12月、「コカ・コーラ presents LIVE PRIDE～愛をつなぎ、社会を変える。～」（東京国際フォーラム）に出演。
2021年4月より2022年3月まで、ラジオ番組「LOVE RAINBOW TRAIN」（TBSラジオ）でMISIAのパートナーを務める。
2025年、初のライブツアー「さんすくみ」（大阪・バナナホール〈5月7日〉、東京・EX THEATER ROPPONGI〈5月9日〉）を行う。

## 人物
2022年12月から、保護猫のマーチと暮らしている。

## 出演・執筆

### テレビ出演
- 「きらきらアフロTM」（テレビ東京・2012/8/22）
- 「有吉ジャポン」（TBSテレビ・2012/10/23以降 複数回）
- 「AKB48vs芸能人家族48vsおネエ48」（日本テレビ・2013/1/3）
- 「祝祝アニバーサリー」（テレビ朝日・2014/8/11）
- 「みんなのニュース」（フジテレビ・2015/8/7）
- 「ヨッ！あんたが大賞」（TBSテレビ・2016/6/7）
- 「ねこ自慢」（BS-TBS・2024/12/25）

ほか

### ラジオ出演
- 「Age Free Music！」（ Nack5・2019/1/11、2019/7/12・八方不美人として）
- 「#interfm897 @Tokyo_R_Pride 2019 SPECIAL -ONE LOVE-」（InterFM897・2019/4/29・八方不美人として）
- 「松原健之・Bitter & Sweetの音茶メロらじお」（南海放送・SBSラジオ・IBCラジオ・NBCラジオ・NBCラジオ佐賀・BSNラジオ・2019/9/15）
- 「MISIA星空のラジオ」（NHK-FM・2019/10/15・八方不美人として）
- 「LEGENDS 岩崎宏美〜シアワセノカケラ〜」（JFN系列局・2020/1/17・八方不美人として）
- 「らじるラボ」（NHKラジオ第一・2021/02/8～10、12）
- 「上地由真のワンダーユーマン」（文化放送・2021/2/15・八方不美人として）
- 「LOVE RAINBOW TRAIN」（TBSラジオ・2021/4/3～・八方不美人として）
- 「ごごカフェ」（NHKラジオ第一・2023/1/16、2023/4/17・八方不美人として）
- 「JUST A LITTLE LOVIN’」（J-WAVE・2024/12/2～5）
- 「まんまる」（NHKラジオ第一・2025/1/6・八方不美人として）
- 「もちこみ！SP！」（RKBラジオ・2025/5/17）

ほか

### イベント出演
- 「東京レインボープライド」（2013年、2014年、2016年、2017年総合司会、2015年、2018年ゲストコーナー司会、2019年、2022～2025年八方不美人でライブ出演）[15]
- 2009～2015年、東北芸術工科大学「多性研究」授業にて、ゲストスピーカーとして講演。また、一橋大学、早稲田大学、国立市LGBTシンポジウム、西宮市市民企画講座等でも講演
- 2015年3月、東宝主催「『レ・ミゼラブル』のどじまん・思い出じまん大会」に出場（1823通の応募者の中から選ばれた、25組のファイナリストの一人として参加し、帝国劇場で「夢やぶれて」を歌唱披露）[16]
- 2019年8月、「サマーソニック2019」（サマソ二丁目 -QUEENS & BOYS-。幕張メッセ）に八方不美人でライブ出演
- 2019年12月、「コカ・コーラ presents LIVE PRIDE～愛をつなぎ、社会を変える。～」（東京国際フォーラム）に八方不美人でライブ出演
- 2023年2月、「TEDxHitotsubashiU2023」（一橋大学兼松講堂）に社会人スピーカーとして登壇

ほか、クラブイベント等多数

### 舞台出演
- 2002年以降毎年、劇団フライングステージの年末公演『gaku-GAY-kai』
- 2017年4月、伊藤靖浩主宰『一人芝居ミュージカル短編集 vol.2』のうち1作品に出演（『Over the wall』題材：マレーネ・ディートリッヒ、脚本：エスムラルダ、作曲：伊藤靖浩、演出：伊藤靖浩・薛珠麗）
- 2017年5月、劇作家女子会ミュージカル『人間の条件』（脚本：劇作家女子会、演出：赤澤ムック／座・高円寺1）
- 2019年1月、a-fiction m&h theater『デリバリースーサイド2』（脚本：菅原愛、演出：赤星ユウ、主演：五十嵐啓輔／八幡山ワーサルシアター）
- 2019年5月、劇団十七戦地『あさどらさん』（脚本：柳井祥緒、演出：望月清一郎／座・高円寺2）
- 2021年5月、『LA PESTE ひとつの合体』（脚本：今井夢子、演出：平戸麻衣／d-倉庫）
- 2021年11月、ミュージカル『ジェットコースター・ロックンロール2021』（脚本：エスムラルダ、作曲：伊藤靖浩、出演：福麻むつ美、松之木天辺、エスムラルダ／小豆島MOCA HISHIO ANNEX）
- 2022年2月、『Over the Wall～伝説の映画女優マレーネ・ディートリッヒの生涯～』（脚本：エスムラルダ、作曲：伊藤靖浩、ピアノ：谷川賢作／CAFE BEULMANS）
- 2022年6月、『リプシンカ ～ヒールをはいた男!?たち～』（作・演出：仲谷暢之、主演：室龍太／COOL JAPAN PARK OSAKA TTホール 、博品館劇場）[17]
- 2022年7月、DRAG QUEEN×パフォーマンス朗毒劇 『QUEEN'sHOUSE〜あなたの知らないもうひとつの話〜』（脚本：エスムラルダ、演出：エスムラルダ・増田雄／HEP HALL）
- 2022年8月、ミュージカル『Laki☆Laki Hipster～真夏の夜の悪夢～』（脚本・演出：藤森一朗、主演：日出郎／シアターサンモール）[18]
- 2022年11月、『夜鳥 翔べ～夜を生きる～歌舞伎町ホスト手塚マキ物語』（脚本：倉科遼・ペ☆ヤング、演出：山口篤司、主演：黒木文貴／新宿シアターモリエール）[19]
- 2022年12月、朗読&パフォーマンス一幕劇『毛皮のマリー』（作：寺山修司、構成・演出・主演：野口和美／絵空箱）（美少女紋白役）
- 2023年1月、『quand-meme～女優サラ・ベルナールの生涯～』（脚本：エスムラルダ、作曲：谷川賢作、ピアノ：谷川賢作／CAFE BEULMANS）
- 2023年1月、DRAG QUEEN×パフォーマンス朗毒劇 『QUEEN'sHOUSE〜あなたの知らないもうひとつの話〜』（脚本：エスムラルダ、演出：エスムラルダ・増田雄／FM TOKYOホール）
- 2023年5月、舞台『楽屋～流れ去るものはやがてなつかしき～』（女優A役、脚本：清水邦夫、演出：さい鹿秀吉／Special Colors）[18]
- 2023年6月、ミュージカル朗読劇『白浜竹取物語』（脚本：エスムラルダ、演出：増田雄、作曲：赤松真理／SHIRAHAMA KEY TERRACE HOTEL SEAMORE）
- 2023年11月、mono musical『quand-meme』『Over the wall』（ピアノ：谷川賢作／CAFE BEULMANS）
- 2024年4月、舞台『楽屋～流れ去るものはやがてなつかしき～』（女優A役、脚本：清水邦夫、演出：さい鹿秀吉／Special Colors）
- 2024年6月、mono musical『quand-meme』『Over the wall』（ピアノ：谷川賢作／久留米トラノコカフェ）
- 2024年10月、劇団フライングステージ『贋作・十二夜／贋作・冬物語』（作・演出：関根信一／座・高円寺1）
- 2025年5月、一騎討ちProject『12人の怒れる人々』（陪審員11号役、脚本・演出：藤森一朗／恵比寿・エコー劇場）

### 映画出演
- 2023年1月公開、映画『ひみつのなっちゃん』（監督・脚本：田中和次朗、主演：滝藤賢一）

### 脚本提供など[20]
【映画・テレビ・ラジオ】
- 2013年9月～2014年9月、ドキュメンタリードラマ『アウトドア・ロックンロール〜サラリーマン転覆隊が行く〜』（BS朝日、主演：田中要次）脚本（本田亮と共同執筆）[21]
- J-WAVE SELECTION DRAMA ＆ LIVE「TRASH & TREASURE」脚本（2018年4月1日放送。出演：渡辺大知、トータス松本、橘美緒、マキタスポーツ）
- 2020年11月、日本郵政ゴールボール応援プロジェクトサウンドドラマ『明日へのゴール-背中を押してくれた言葉-』（CV：下野紘）、『言葉の魔法-もう無理って言わない-』（CV：内田真礼）脚本
- 2023年1月公開、映画『ひみつのなっちゃん』（監督・脚本：田中和次朗、主演：滝藤賢一）ドラァグクイーン監修[22]
- 2023年3月配信、オーディオミュージカル『星月夜』（演出：赤澤ムック、作曲：伊藤靖浩、CV：白井悠介、伊東健人）脚本・作詞
- 2024年1月公開、映画『Bitter Sweet Home』（監督：さい鹿秀吉、主演：桜樹舞都）脚本
- 2024年6月公開、映画『まつりのあとのあとのまつり～まぜこぜ一座殺人事件～』脚本

【舞台】
- 2016年11月、伊藤靖浩主宰『一人芝居ミュージカル短編集 vol.1』のうち2作品の脚本・作詞 （『それでも私は踊り続ける』 題材：イサドラ・ダンカン、主演：福麻むつ美／『星月夜』 題材：テオドルス・ヴァン・ゴッホ、主演：伊藤靖浩）
- 2016年12月、東宝ミュージカル『プリシラ』（演出：宮本亜門、主演：山崎育三郎／日生劇場）翻訳台本
- 2017年4月、伊藤靖浩主宰『一人芝居ミュージカル短編集 vol.2』のうち1作品の脚本・作詞（『Over the wall』題材：マレーネ・ディートリッヒ。同作は以後、福麻むつ美、一明一人、西村快人、木全晶子らによっても上演される）
- 2019年5月、ミュージカル『ジェットコースター・ロックンロール』（作曲：伊藤靖浩、出演：福麻むつ美、松之木天辺）脚本・作詞
- 2019年6月、Sweet Arrow Theatricals presents『You're Good Man,Charlie Brown』（演出：赤澤ムック／シアター風姿花伝）に翻訳スタッフとして参加
- 2020年3月、劇団camp『Sing in Sign』（演出：須名梓）の脚本を、劇作家・モスクワカヌと共同執筆
- 2020年7月および9月、Group B presents『29歳、23時』『30歳、0時』（オンライン配信ミュージカル。演出：平戸麻衣、作曲：大部胡知、出演：村田実紗、岡拓未）脚本・作詞
- 2021年11月、ミュージカル『ジェットコースター・ロックンロール2021』（作曲：伊藤靖浩、出演：福麻むつ美、松之木天辺、エスムラルダ）脚本・作詞
- 2022年7月、DRAG QUEEN×パフォーマンス朗毒劇 『QUEEN'sHOUSE〜あなたの知らないもうひとつの話〜』（演出：エスムラルダ・増田雄／HEP HALL）脚本
- 2022年8月、Group B presentsリーディングミュージカル『ツミとバツ』（演出：平戸麻衣、作曲：大部胡知／com.cafe音倉）脚本・作詞
- 2022年10月、ミュージカル『アンコール！』（脚本・演出：中本吉成、ドラマターグ：赤澤ムック、作曲：伊藤靖浩、主演：松井奏／草月ホール、COOL JAPAN PARK OSAKA TTホール）作詞[23]
- 2023年1月、『quand-meme～女優サラ・ベルナールの生涯～』（脚本：エスムラルダ、作曲：谷川賢作、ピアノ：谷川賢作／CAFE BEULMANS）脚本・作詞
- 2023年1月、DRAG QUEEN×パフォーマンス朗毒劇 『QUEEN'sHOUSE〜あなたの知らないもうひとつの話〜』（脚本：エスムラルダ、演出：エスムラルダ・増田雄／FM TOKYOホール）脚本
- 2023年5月、Group B presentsミュージカル『ツミとバツ』トライアウト公演（演出：平戸麻衣、作曲：大部胡知、主演：神澤直也／上野ストアハウス）脚本・作詞
- 2023年6月、ミュージカル朗読劇『白浜竹取物語』（演出：増田雄、作曲：赤松真理／SHIRAHAMA KEY TERRACE HOTEL SEAMORE）脚本・作詞[24]
- 2024年2月、Kaya『renaitre』tour reading『あの頃、私は。』脚本
- 2024年6月、Group B presentsミュージカル『ダイニング・テーブル～ブロンテ一家のいたところ～』（演出：平戸麻衣、作曲：大部胡知、出演：沼尾みゆき、田中秀哉、水野貴以、村田実紗、羽根渕章洋／レストラン ガルロチ）脚本・作詞
- 2024年6月、ひとり芝居音楽劇『人魚姫…の娘。』（演出：増田雄、作曲：赤松真理、出演：谷ノ上朋美）脚本・作詞
- 2024年9月、舞台『Bad Luck!』脚本・演出（エアースタジオ）
- 2025年2月、CCCreation公演『黒蜥蜴〜Burlesque KUROTOKAGE〜』（演出：丸尾丸一郎、出演：雷太、平野良、神尾晋一郎、島田惇平、菊池修司、大崎捺希、前嶋曜、右近健一 、ほか／こくみん共済 coop ホール/スペース・ゼロ）脚本・作詞[25]
- 2025年3月、ドリアン・ロロブリジーダ音楽劇『或る女優の独白〜歌に生き、恋に生き〜』（南青山MANDALA）脚本
- 2025年4月、Group B presentsミュージカル『ツミとバツ』本公演（演出：平戸麻衣、作曲：大部胡知、主演：犬飼直紀／すみだパークシアター倉）脚本・作詞
- 2025年7月、舞台『Beautiful Life』脚本・演出（エアースタジオ）

ほか

### 著書
- 2008年5月、『英語で新宿二丁目を紹介する本』（森村明生名義、ポット出版）
- 2015年11月、『同性パートナーシップ証明、はじまりました。 ―渋谷区・世田谷区の成立物語と手続きの方法―』（エスムラルダ名義、ポット出版／KIRA氏との共同執筆）
- 2020年11月、『ロジカルメモ』（村本篤信名義、アスコム）
- 2022年6月、『トビタテ！　LGBTQ+6人のハイスクール・ストーリー』（エスムラルダ名義、サウザンブックス／野原くろ氏との共同執筆）
- 2023年3月、『話しやすい人になれば人生が変わる』（村本篤信名義、アルファポリス）

### 連載コラム
- 雑誌／携帯専用サイト「週刊女性」（主婦と生活社）
  - 「週刊女装」内コラム「エスムラルダの日記帳」
- 雑誌「Badi」（テラ出版）
  - 「人生怨み節」（人生相談コーナー）ほか
- ウェブサイト「adore」
  - 「恋のマイライン」（恋愛お悩み相談コーナー）
- ウェブサイト「MEDIAZONE」
  - 「エスムラルダ女王様の相談室　人生はあなたのものよ！」（人生相談コーナー）
- 携帯専用サイト「公募懸賞ガイド」（公募ガイド社）
  - 「エスムラルダの人生相談塾」（人生相談コーナー）
- 雑誌「CDジャーナル」（音楽出版社）
  - 「エスムラルダの愛の言霊」（映画レビュー）
- 雑誌「BUBKA」（コアマガジン）
  - 「CELEBUBKA」
- ウェブサイト「OTONA SALONE（オトナサローネ）」
  - 「エスムラルダのイケメン調べ」ほか
- 雑誌「Domani」（小学館）
  - 「エスムラルダの女傑力」[26]
- ウェブサイト「GQ JAPAN」（コンデナスト・ジャパン）
  - 「雑誌『Badi』の時代」（全6回）

- ウェブサイト「アルファポリス」
  - 「話しやすい人になれば人生が変わる」[27]
- 東京新聞
  - 「私の東京物語」（全10回）
- ウェブサイト「ブッチNEWS」
  - エスムラルダの「勝手にワイドショー！」（コアマガジン）
- 共同通信社
  - 「深読みTV」（テレビドラマ評）

### 執筆記事（「エスムラルダ」名義）
【「エスムラルダ」名義】
- 雑誌「QUEER JAPAN returns」（ポット出版）
  - vol.0「ビバ！エスム世代」、vol.2「人生はカネだ！」
- 雑誌「美術手帖」（美術出版社）
  - 2014年12月号、2016年4月号（共に、漫画家・田亀源五郎氏インタビュー）
- 雑誌「Oriijin（オリイジン）」（ダイヤモンド社）
  - 2017年5月号、2018年5月号、2019年5月号、2020年5月号

ほか
【「森村明生」「村本篤信」等名義）】
- 漫画雑誌「フォアミセス」（秋田書店）
  - 「ギフト ～幸せの選択～」（2007年6月）[28]、「揺れる」（2007年1月）、「ビター・スイート・ホーム」（2006年11月）、「そして私は強くなる」（2006年9月）、「ママは赤鬼!?」（2006年6月）　いずれも漫画原作執筆
- 『同性愛入門　ゲイ編』（ポット出版／伏見憲明・編）
  - 「カミングアウト」、「ゲイ同士の友情」、「クラブシーン」、「ドラァグクイーン」、「社会人としてのゲイ」、「ボランティア」 を執筆
- 雑誌「QUEER JAPAN」（勁草書房）
  - vol.1「『寝てみたい男』の系譜」、vol.2「クィア・マニュアル～会社員篇～」、vol.3「私のブス人生」
- 雑誌「QUEER JAPAN returns」（ポット出版）
  - vol.0「ゲイ能スキャンダルの今昔」
- 雑誌「CDジャーナル」「hm3 MEN’S EXTRA Vol.4」（音楽出版社）、「週刊女性」「すてきな奥さん」（主婦と生活社）、フリーペーパー「アニカン」ほかに取材記事執筆

ほか

### その他
- 中村うさぎ『美人とは何か？ 美意識過剰スパイラル』（集英社文庫・2009年）に、中村氏とマツコ・デラックス氏との鼎談「ブス神光臨！」収録
- 2006年、野本かりあのシングル『東京は夜の七時』（ピチカート・ファイヴのカバー）のMVに出演

- 2016年1月、東宝主催「集まれ！ミュージカルのど自慢」出場。『ミス・サイゴン』のナンバー「命をあげよう」を歌唱披露